# 河南省总工会
河南省总工会是河南省地方工会和产业工会的领导机关，受中国共产党河南省委员会和中华全国总工会领导。